# Darrell Sherman
Darrell Sherman es un beisbolista estadounidense, actualmente se encuentra retirado. Nació el 4 de diciembre de 1967 en Los Ángeles, California. Participó en Liga Mexicana de Béisbol, Liga Mexicana del Pacífico y en Grandes Ligas de Béisbol.
Durante su carrera ganó 4 títulos en Liga Mexicana del Pacífico y 2 Series del Caribe, todos con el mismo equipo, Tomateros de Culiacán.
Actualmente se desempeña como entrenador de bateo y outfield de los Tomateros de Culiacán.

## Trayectoria

### Grandes Ligas de Béisbol
Inició su carrera en 1989 en sucursales de los Padres de San Diego, donde jugó con diferentes equipos durante 4 años, en 1993 fue ascendido al equipo de Padres de San Diego donde jugó por una temporada.

#### Estadísticas en MLB
| Estadísticas en MLB |                     |            |    |     |    |    |    |    |    |    |    |    |    |      |
| Año                 | Equipo              | Temporadas | JJ | VAB | CA | H  | H2 | H3 | HR | CP | BB | SO | BR | AVE  |
| 1993                | Padres de San Diego | 1          | 37 | 63  | 8  | 14 | 1  | 0  | 0  | 2  | 6  | 8  | 2  | .222 |

### Liga Mexicana del Pacífico
Darrell Sherman tuvo su primera aparición en el béisbol mexicano en 1994, en la Liga Mexicana del Pacífico con el equipo de Tomateros de Culiacán, participó durante 12 temporadas, de las cuales 11 fueron de manera consecutiva con los Tomateros de Culiacán, su última temporada 2006-07 jugó con los Algodoneros de Guasave.
En Liga Mexicana del Pacífico obtuvo 4 campeonatos, en las temporadas 1995-96, 1996-97, 2001-02 y 2003-04 todos fueron con Tomateros de Culiacán.

#### Estadísticas en LMP
| Estadísticas en LMP |                        |     |      |     |     |    |    |    |     |     |     |     |      |
| Año                 | Equipo                 | JJ  | VAB  | CA  | H   | H2 | H3 | HR | CP  | BB  | SO  | BR  | AVE  |
| 1994-95             | Tomateros de Culiacán  | 52  | 180  | 45  | 61  | 5  | 2  | 0  | 10  | 50  | 23  | 16  | .339 |
| 1995-96             | Tomateros de Culiacán  | 56  | 206  | 38  | 56  | 4  | 1  | 1  | 11  | 43  | 18  | 21  | .272 |
| 1996-97             | Tomateros de Culiacán  | 46  | 166  | 29  | 47  | 4  | 3  | 0  | 7   | 38  | 12  | 16  | .283 |
| 1997-98             | Tomateros de Culiacán  | 57  | 209  | 37  | 59  | 13 | 3  | 0  | 15  | 51  | 21  | 15  | .282 |
| 1998-99             | Tomateros de Culiacán  | 57  | 221  | 38  | 59  | 10 | 1  | 1  | 21  | 49  | 21  | 26  | .267 |
| 1999-00             | Tomateros de Culiacán  | 62  | 226  | 39  | 72  | 8  | 1  | 7  | 36  | 47  | 21  | 10  | .319 |
| 2000-01             | Tomateros de Culiacán  | 68  | 245  | 46  | 64  | 7  | 1  | 6  | 18  | 67  | 24  | 17  | .261 |
| 2001-02             | Tomateros de Culiacán  | 61  | 230  | 46  | 65  | 14 | 2  | 3  | 24  | 42  | 28  | 15  | .283 |
| 2002-03             | Tomateros de Culiacán  | 62  | 252  | 41  | 63  | 6  | 0  | 2  | 23  | 34  | 33  | 11  | .250 |
| 2003-04             | Tomateros de Culiacán  | 67  | 261  | 36  | 73  | 7  | 1  | 1  | 18  | 36  | 25  | 23  | .280 |
| 2004-05             | Tomateros de Culiacán  | 48  | 192  | 39  | 57  | 7  | 0  | 1  | 13  | 29  | 22  | 4   | .297 |
| 2006-07             | Algodoneros de Guasave | 24  | 83   | 12  | 15  | 4  | 0  | 1  | 6   | 16  | 11  | 2   | .181 |
| TOTAL               |                        | 660 | 2471 | 446 | 691 | 89 | 15 | 23 | 202 | 502 | 259 | 176 | .280 |

### Liga Mexicana de Béisbol
Darrell Sherman tuvo su primera aparición en Liga Mexicana de Béisbol en la campaña 1996, en donde jugó por 11 temporadas, durante esos años estuvo con 4 diferentes equipos sin obtener campeonatos. 
Inicio con el equipo de Leones de Yucatán en 1996, dos años después pasó a jugar con los Acereros de Monclova donde jugó por 5 temporadas consecutivas, en la temporada 2003 llegó a jugar con los Pericos de Puebla, su última temporada 2006 jugó con los Vaqueros Laguna.

#### Estadísticas en LMB
| Estadísticas en LMB |                      |      |      |     |      |     |    |    |     |     |     |     |      |
| Año                 | Equipo               | JJ   | VAB  | CA  | H    | H2  | H3 | HR | CP  | BB  | SO  | BR  | AVE  |
| 1996                | Leones de Yucatán    | 74   | 266  | 40  | 81   | 10  | 1  | 0  | 20  | 45  | 27  | 17  | .305 |
| 1997                | Leones de Yucatán    | 97   | 355  | 72  | 116  | 17  | 7  | 0  | 16  | 76  | 33  | 19  | .327 |
| 1998                | Acereros de Monclova | 97   | 320  | 84  | 111  | 7   | 3  | 3  | 29  | 106 | 26  | 36  | .347 |
| 1999                | Acereros de Monclova | 109  | 396  | 93  | 133  | 23  | 3  | 4  | 53  | 87  | 35  | 19  | .336 |
| 2000                | Acereros de Monclova | 119  | 462  | 98  | 158  | 25  | 3  | 8  | 41  | 116 | 35  | 20  | .342 |
| 2001                | Acereros de Monclova | 108  | 403  | 83  | 143  | 15  | 1  | 6  | 43  | 71  | 37  | 30  | .355 |
| 2002                | Acereros de Monclova | 98   | 364  | 73  | 132  | 23  | 3  | 1  | 35  | 71  | 36  | 25  | .363 |
| 2003                | Pericos de Puebla    | 87   | 349  | 82  | 121  | 20  | 4  | 5  | 39  | 56  | 32  | 14  | .347 |
| 2004                | Pericos de Puebla    | 87   | 307  | 74  | 106  | 9   | 6  | 2  | 41  | 56  | 35  | 7   | .345 |
| 2005                | Pericos de Puebla    | 76   | 288  | 70  | 97   | 13  | 6  | 2  | 30  | 60  | 32  | 13  | .337 |
| 2006                | Vaqueros Laguna      | 71   | 278  | 64  | 97   | 14  | 3  | 2  | 21  | 46  | 32  | 11  | .349 |
| TOTAL               |                      | 1023 | 3788 | 833 | 1295 | 176 | 40 | 33 | 368 | 790 | 360 | 211 | .342 |

## Serie del Caribe
Ha obtenido dos campeonatos en la Serie del Caribe, en 1996 y 2002, jugando con los Tomateros de Culiacán.
- Datos: Q5224715